# Желтопятнистый усач
Желтопятнистый усач (лат. Mesosa myops) — вид жуков-усачей из подсемейства ламиин. Длина тела взрослого насекомого составляет 7—16 мм.
Распространён в Евразии: в Белоруссии, Латвии, Литве, Польше, Украине, Финляндии), России, Казахстане, Монголии, Китае, Тайване, на Корейском полуострове и в Японии.

## Классификация
Выделяют 2 подвида:
- Lamia myops myops (Dalman, 1817)
- Lamia myops japonica Bates, 1873